# Скрапеж (Власотинце)
Скрапеж је насеље у Србији у општини Власотинце у Јабланичком округу. Према попису из 2022. било је 104 становника.

## Географске одлике
Село, окренуто сунчаној страни, је смештено у котлини иза брда села Шишава и села Средор, у подножју планинских висова Бабичке Горе и села Липовица.
Скрапеж је повезан макадамским путем од Власотинца преко села Шишава и села Конопница. Од села Шишава пут је колски-пољски неколико километара, па је каљуга, док је пут ка селу Конопница асфалтиран и изграђен 1990. године. Село је добило електричну струју 1968. године.

## Прошлост
Када је 1879. године извршен српски попис Власотиначког среза, у месту Скрапеж је било стање: 18 кућа са 109 житеља, има 21 пореска глава. Није тада било писмених људи у селу.

## Демографија
У насељу Скрапеж живи 187 пунолетних становника, а просечна старост становништва износи 49,2 година (47,1 код мушкараца и 51,2 код жена). У насељу има 80 домаћинстава, а просечан број чланова по домаћинству је 2,69.
Ово насеље је великим делом насељено Србима (према попису из 2002. године), а у последња три пописа, примећен је пад у броју становника.
|  |

| Демографија | Демографија | Демографија |
| Година      | Становника  | Становника  |
| ----------- | ----------- | ----------- |
| 1948.       | 403         |             |
| 1953.       | 450         |             |
| 1961.       | 460         |             |
| 1971.       | 423         |             |
| 1981.       | 346         |             |
| 1991.       | 260         | 259         |
| 2002.       | 215         | 215         |
| 2011.       | 172         |             |
| 2022.       | 104         |             |

| Етнички састав према попису из 2002.‍ | Етнички састав према попису из 2002.‍ | Етнички састав према попису из 2002.‍ | Етнички састав према попису из 2002.‍ | Етнички састав према попису из 2002.‍ |
| ------------------------------------ | ------------------------------------ | ------------------------------------ | ------------------------------------ | ------------------------------------ |
|                                      |                                      |                                      |                                      |                                      |
| Срби                                 | Срби                                 |                                      | 212                                  | 98,60%                               |
| непознато                            | непознато                            |                                      | 3                                    | 1,39%                                |

| Година пописа     | 1948. | 1953. | 1961. | 1971. | 1981. | 1991. | 2002. |
| ----------------- | ----- | ----- | ----- | ----- | ----- | ----- | ----- |
| Број домаћинстава | 56    | 65    | 76    | 80    | 78    | 79    | 80    |

| Број чланова      | 1 | 2  | 3  | 4  | 5 | 6 | 7 | 8 | 9 | 10 и више | Просек |
| ----------------- | - | -- | -- | -- | - | - | - | - | - | --------- | ------ |
| Број домаћинстава | 8 | 33 | 18 | 18 | 3 | 0 | 0 | 0 | 0 | 0         | 2,69   |

| Пол    | Укупно | Неожењен/Неудата | Ожењен/Удата | Удовац/Удовица | Разведен/Разведена | Непознато |
| ------ | ------ | ---------------- | ------------ | -------------- | ------------------ | --------- |
| Мушки  | 95     | 22               | 66           | 6              | 1                  | 0         |
| Женски | 95     | 5                | 65           | 25             | 0                  | 0         |
| УКУПНО | 190    | 27               | 131          | 31             | 1                  | 0         |

| Пол    | Укупно                    | Пољопривреда, лов и шумарство | Рибарство                            | Вађење руде и камена | Прерађивачка индустрија       |
| ------ | ------------------------- | ----------------------------- | ------------------------------------ | -------------------- | ----------------------------- |
| Мушки  | 63                        | 62                            | 0                                    | 0                    | 0                             |
| Женски | 35                        | 34                            | 0                                    | 0                    | 1                             |
| УКУПНО | 98                        | 96                            | 0                                    | 0                    | 1                             |
| Пол    | Производња и снабдевање   | Грађевинарство                | Трговина                             | Хотели и ресторани   | Саобраћај, складиштење и везе |
| Мушки  | 0                         | 1                             | 0                                    | 0                    | 0                             |
| Женски | 0                         | 0                             | 0                                    | 0                    | 0                             |
| УКУПНО | 0                         | 1                             | 0                                    | 0                    | 0                             |
| Пол    | Финансијско посредовање   | Некретнине                    | Државна управа и одбрана             | Образовање           | Здравствени и социјални рад   |
| Мушки  | 0                         | 0                             | 0                                    | 0                    | 0                             |
| Женски | 0                         | 0                             | 0                                    | 0                    | 0                             |
| УКУПНО | 0                         | 0                             | 0                                    | 0                    | 0                             |
| Пол    | Остале услужне активности | Приватна домаћинства          | Екстериторијалне организације и тела | Непознато            | Непознато                     |
| Мушки  | 0                         | 0                             | 0                                    | 0                    | 0                             |
| Женски | 0                         | 0                             | 0                                    | 0                    | 0                             |
| УКУПНО | 0                         | 0                             | 0                                    | 0                    | 0                             |

## Сеоски живот
Друштвени живот у селу се догађа данас пред продавницом када је лепо време, док у време зимских дана у самој продавници. Данас скоро свако има мобилни телефон а и аутомобил. Многи поседују и тракторе, са којима се често иде на вашар у Конопници или у Власотинцу. Некада су се млади забављали на седењкама или одласком на саборима и вашарима, а и на игранкама верских празника у село.
Скарпежани су кротки-мирни људи, дружељубиви, поштују своје обичаје и о њима се могу чути врлине да су вредни и марљиви људи, па су градитељи и ствараоци. Млади скрапежани су преузели радне навике од својих родитеља и поштују патријархалан однос према старијима.
Скрапежани су учествовали у свим ратовима за ослобођење од окупатора, а многи су и дали своје животе у Другом светском рату. Тако су и многа деца тада остала сирочићи, па их је држава школовала.

## Образовање
У Скрапежу постоји једна четвороразредна основна школа, која је изграђена 1958. године. Пре тога су ученици похађали четвороразредну основну школу у селу Конопница. Ученици из села Скрапеж похађају осмогодишњу основну школу у селу Шишава-Ломница, пешачећи више километара по блатњавом сеоском путу, који ће бити асфалтиран у догледно време према пројекту општине Власотинце.